# Operação Casa e Jardim
A Operação Casa e Jardim iniciou-se em 3 de julho de 2023 quando os militares israelenses realizaram um grande ataque ao campo de refugiados de Jenin, na Cisjordânia. O governo israelense declarou que o objetivo da operação era atingir militantes dentro do campo.
O ataque começou nas primeiras horas de 3 de julho e resultou na morte de pelo menos 12 palestinos, incluindo pelo menos 9 militantes, e ferimentos em outros 100.  Os militares enfatizaram que a operação seria "uma de uma série", limitada à área do campo de refugiados em Jenin. Até 500 famílias palestinas tiveram que deixar suas casas devido ao ataque israelense.
O ataque foi a maior incursão e implantação de força aérea contra militantes na Cisjordânia em 20 anos, desde os combates durante a Segunda Intifada. Os escalões militares e políticos israelenses expressaram opiniões divergentes sobre a escala e a intenção da operação.